# Matacahui
Matacahui är en ort i Mexiko.   Den ligger i kommunen Ahome och delstaten Sinaloa, i den västra delen av landet, 1 300 km nordväst om huvudstaden Mexico City. Matacahui ligger 5 meter över havet och antalet invånare är 113.
Terrängen runt Matacahui är mycket platt. Havet är nära Matacahui åt nordväst. Runt Matacahui är det ganska tätbefolkat, med 83 invånare per kvadratkilometer. Närmaste större samhälle är Higuera de Zaragoza, 11,4 km söder om Matacahui. Omgivningarna runt Matacahui är i huvudsak ett öppet busklandskap.